# Åkerö
'Åkerö', 'Akero', ú 'Okera' es el nombre vernacular de una variedad de manzano (Malus pumila). Se cree que su origen está en  Suecia, pero posiblemente fue introducida desde Holanda. Es una manzana de postre con un sabor aromático.

## Historia
'Akero' fue descrito por primera vez por el pomólogo Olof Eneroth en 1858, se desconoce su origen.
Probablemente ha sido nombrada por el Castillo de Åkerö ubicado al sur de Estocolmo, Suecia donde según algunos se lo encontró originalmente como una planta de semillero. Hoy todavía se cultiva en Suecia y es considerada como la mejor manzana sueca.
Durante un tiempo fue muy popular en Escandinavia y en el norte Alemania.

## Presentación
El árbol es resistente y vigoroso con un hábito de crecimiento vertical. 
Necesita polinización cruzada de cultivar compatible. Da una buena cosecha de fruta ovalada de tamaño mediano a grande. 
El color de la piel es una primavera pálida con rubor rosado. Carne jugosa refrescante parecida en sabor a frambuesa, color crema pálido.
'Akero' es una manzana de verano y las frutas se recogen en agosto, ¡no en noviembre! . Es la mejor manzana de verano después de 'Early Joe', pero es más grande en tamaño y tiene una excelente calidad de conservación para una manzana de verano.

Manzanas Akero
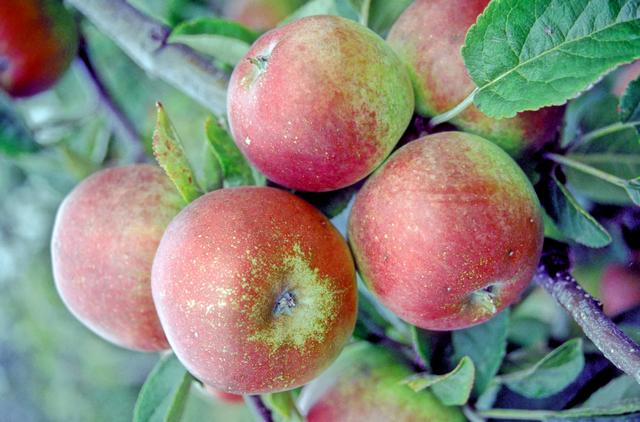
Manzanas 'Akero' en el nationalfruitcollection.org.uk/full2.php?varid=86&&acc=1927013&&fruit=apple .
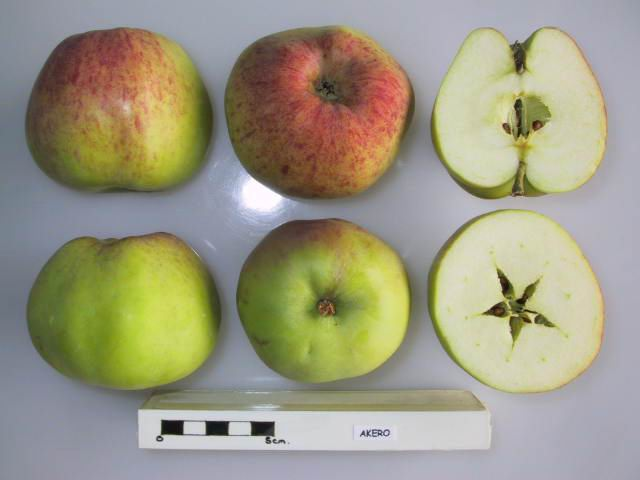
Comparativas de varias manzanas 'Akero'.